# Friedhof Brisgaret

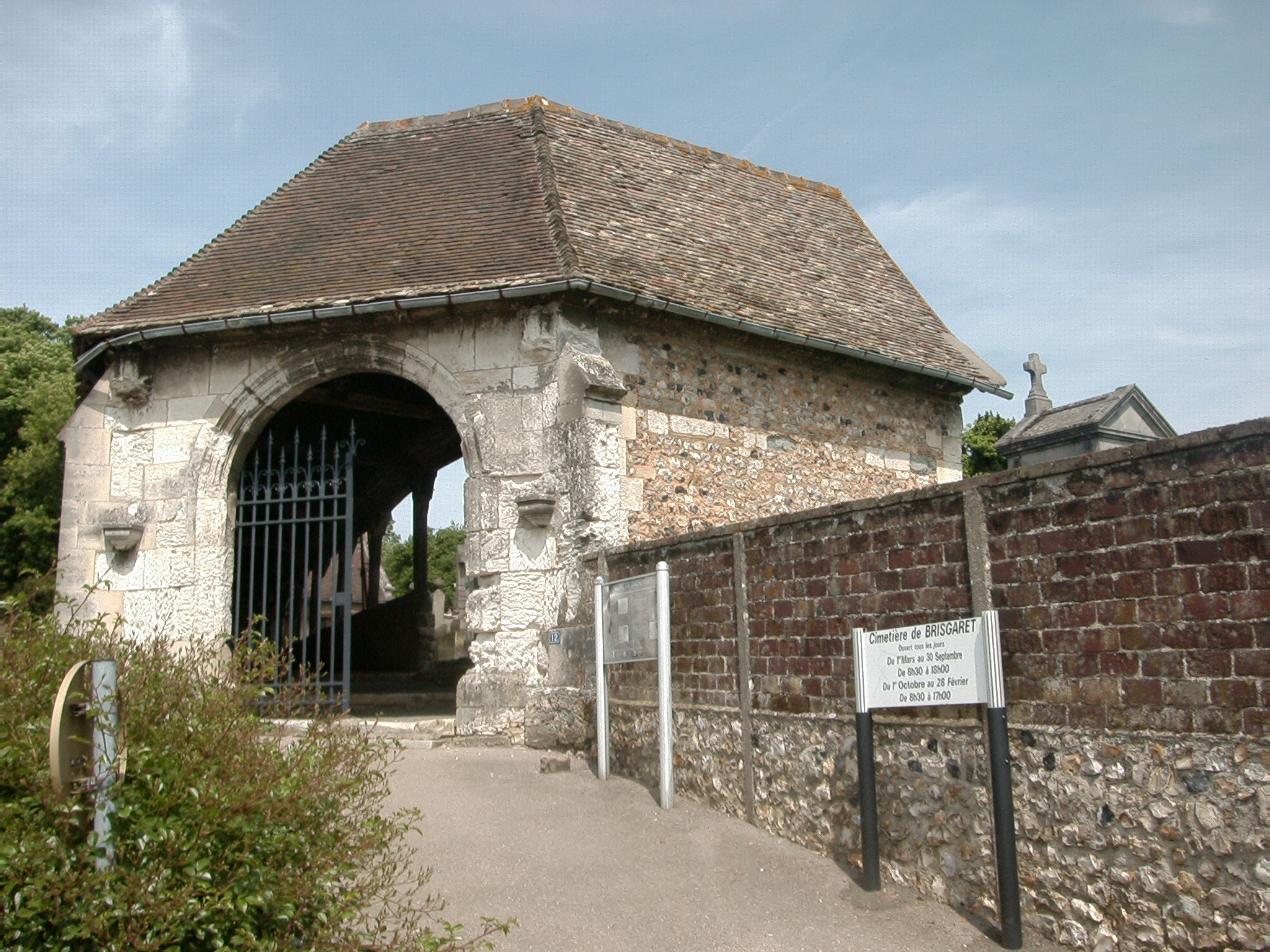
Zugang zum Friedhof Brisgaret

Der Friedhof Brisgaret (französisch Cimetière de Brisgaret) wurde in der zweiten Hälfte des 15. Jahrhunderts durch die Kirchengemeinde Saint-Sauver von Montivilliers im heutigen Département Seine-Maritime in der Normandie angelegt. Der Cimetière de Brisgaret und seine mittelalterliche Kapelle wurden am 12. Juli 1886 als Monument historique eingestuft.

## Geschichte

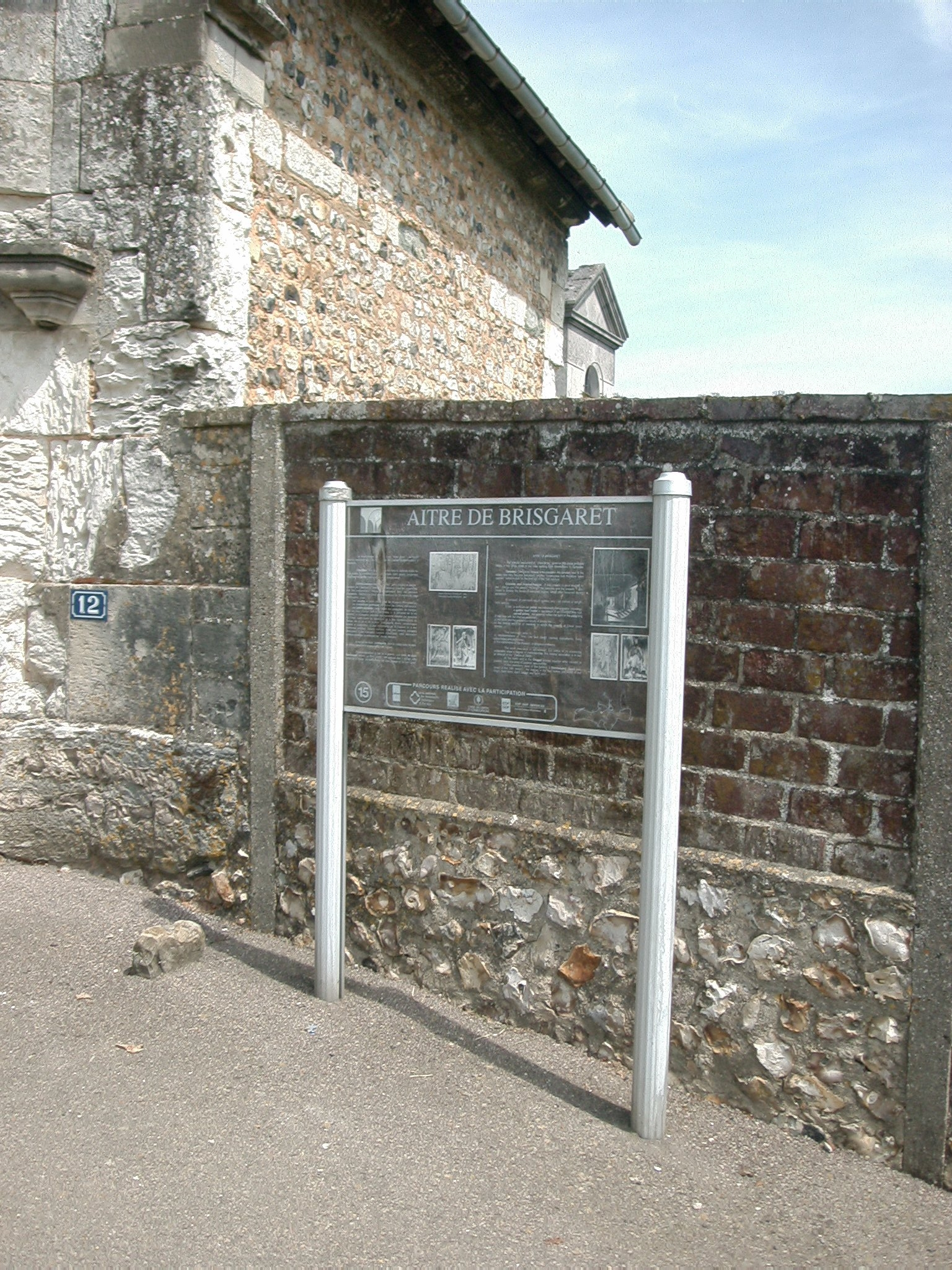
Hinweisschild zum „aître de Brisgaret“

Der an die Kirche der Abtei Montivilliers angrenzende Friedhof reichte aufgrund der grassierenden Pest und anderer Seuchen zur Aufnahme der Leichname nicht mehr aus; Pläne zur Vergrößerung der Kirche drohten das begrenzte Gelände des Friedhofs zusätzlich zu verknappen. Die Kirchengemeinde Saint-Sauver von Montivilliers beschloss daher zur Mitte des 15. Jahrhunderts, einen zweiten Friedhof außerhalb der Stadtmauern anzulegen. Als Standort wurde das Flurstück Brisgaret (Brise jarret, was übersetzt etwa „Wadenbrecher“ bedeutet) ausgewählt.
Friedhöfe waren im christlichen Frankreich des Mittelalters immer zugleich auch Versammlungsorte, an denen mehrfach in der Woche Predigten abgehalten wurden. Damit die trauernden und betenden Friedhofsbesucher sich unterstellen konnten, wurden Wandelgänge, Galerien sowie Kreuzgänge mit Betkapellen errichtet.
Der Familie Deschamps wird der Bau des Wandelgangs und der angrenzenden Kapelle zugeschrieben. Ein Familienmitglied der Deschamps wurde deshalb auch privilegiert unmittelbar neben der Friedhofskapelle beigesetzt, wo sein Grabstein die Inschrift trägt: „Hier ruht Jacques Deschamps, Knappe, Herr von Enitot“. Die Baumaßnahmen wurden im Jahre 1542 begonnen, 1582 erfolgte eine Renovierung.

## Beschreibung

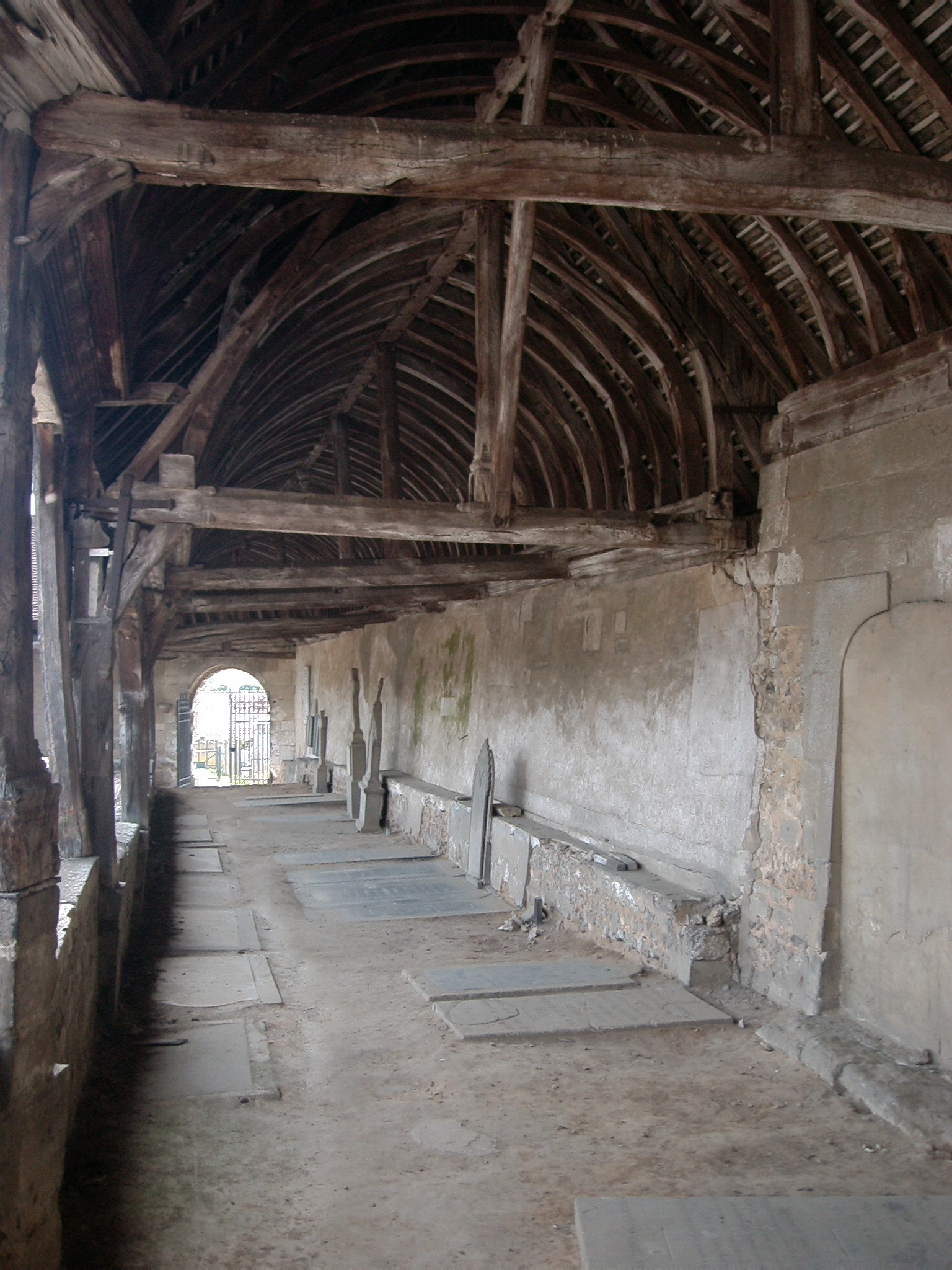
Wandelgang und Gebeinhaus

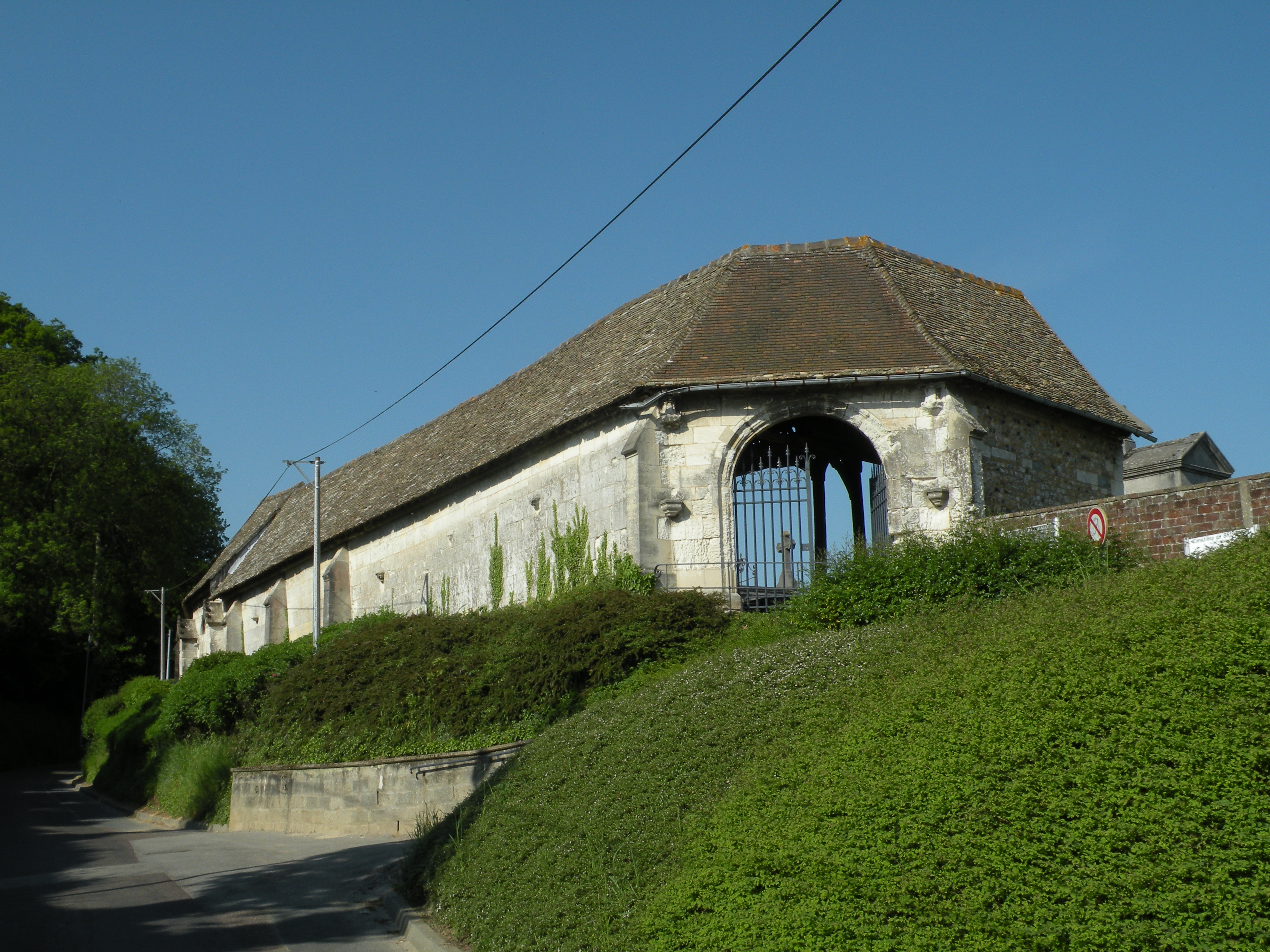
Außenansicht des Wandelgangs

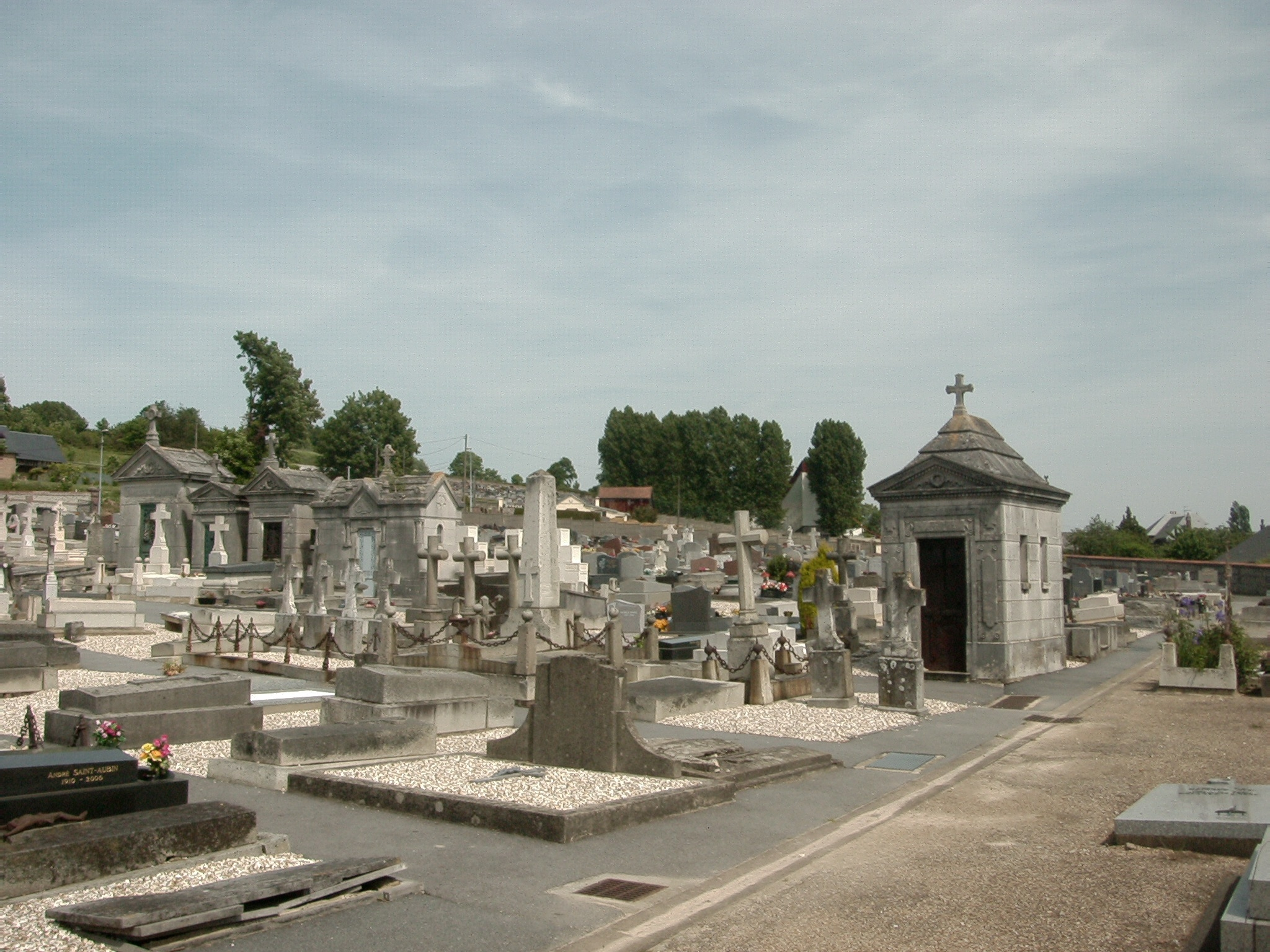
Die heutigen Grabstätten des Friedhofs

Auf den Friedhof von Brisgaret gelangt man durch einen nach Süden ausgerichteten Rundbogen, der mit Gesimsen der Renaissance verziert ist. Dem Portal schließt sich ein Wandelgang von 36 Meter Länge an; Querbogen verlängern diesen. Ursprünglich war wohl ein vollständiger Kreuzgang nach dem Vorbild des Rouener Aître Saint-Maclou geplant gewesen, was aber der Überlieferung nach aufgrund des heftigen Widerstands der Abtei Montivilliers, die eine Konkurrenz zu eigenen Predigten befürchtet haben soll, nicht mehr realisiert wurde. Siebzehn hölzerne Stützpfeiler, aufgerichtet auf einem Steinsockel, tragen die Ringbalken des Wandelgangs. Unter diesen Gang wurde das Beinhaus untergebracht.

## Künstlerische Ausgestaltung
Der Wandelgang, dessen innere Rückwand sowie die spätgotische Kapelle ist mit Schnitzarbeiten oder Malereien teilweise verziert:

### Wandelgang

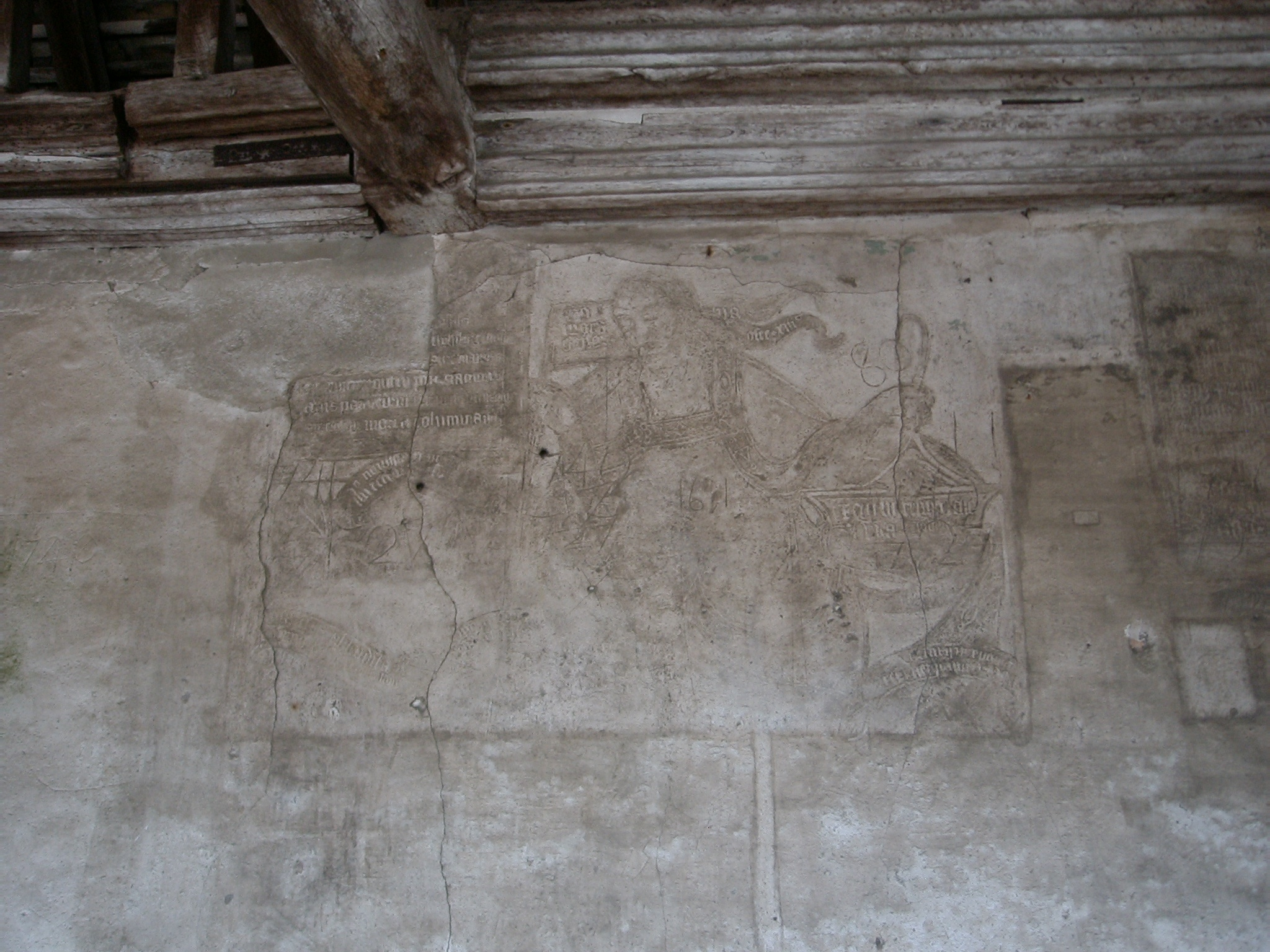
Mittelalterliche Wandmalerei im Beinhaus

Fünfzehn der insgesamt siebzehn hölzernen Pfeiler und die innere Wand des Wandelgangs sind heute noch mit mystischen oder christlichen Symbolen und Motiven dekoriert, die „Leben, Tod und christliche Religion“ visualisieren sollen:
- Wappenschild, mit den Insignien der Kreuzigung: Hammer, Zange, Schwamm:
- Skelett, mit großer Sense über der Schulter;
- Gestalt in Schweißtuch gehüllt, die Füße in einem Grab (vermutlich Auferstehung)
- Wappen mit drei Kreuzigungsnägeln
- Kreuz und Dornenkrone
- Zwei lange Knochen
- Hüpfendes Sklett
- Frau mit kleinen Tieren an ihrer Seite
- Wappen mit Sanduhr
- Wappen mit Sense und vermutlich einer Schaufel
- In einen großen Mantel gehüllter Mann, der vor etwas zu seinen Füßen erschreckt
- Wappen mit Kreuz
- Wappen ohne Motiv
- Wappen mit Nägeln und Knochen, die einen Knochen und einen Schädel überragen
- Wappen mit Leiter
- Wappen mit Inschrift
- Zwei schwer zu erkennende Gestalten
- Eine in einen weitärmeligen Mantel gekleidete Gestalt, die den Kopf mit einer Kappe bedeckt hat und ein langes Schwert in der Hand hält; ein Tier zu seinen Füßen
- Folterwerkzeuge
- Ein Wappen mit den Buchstaben J.M. (Jesus und Maria)

### Kapellenwände
- Ein bärtiger Mann mit einem weiten Mantel und einem eng anliegenden Hemd darunter
- Ein Ritter, der auf dem Rücken ein Langschwert trägt
- Zwei Gestalten (die stärker verwitterte soll vermutlich den Tod darstellen)

## Zustand der heutigen Kapelle
Im Zuge von Restaurierungs- und Umbauarbeiten im Jahre 1878 gingen die mittelalterlichen Wandmalereien im Kapelleninneren verloren; im Außenbereich wurden die ursprünglichen schwarzen Flintverzierungen entfernt. Das vormalige historische Glockentürmchen der Kapelle geriet ebenfalls in Verlust.

## Spätgotisches Kreuz

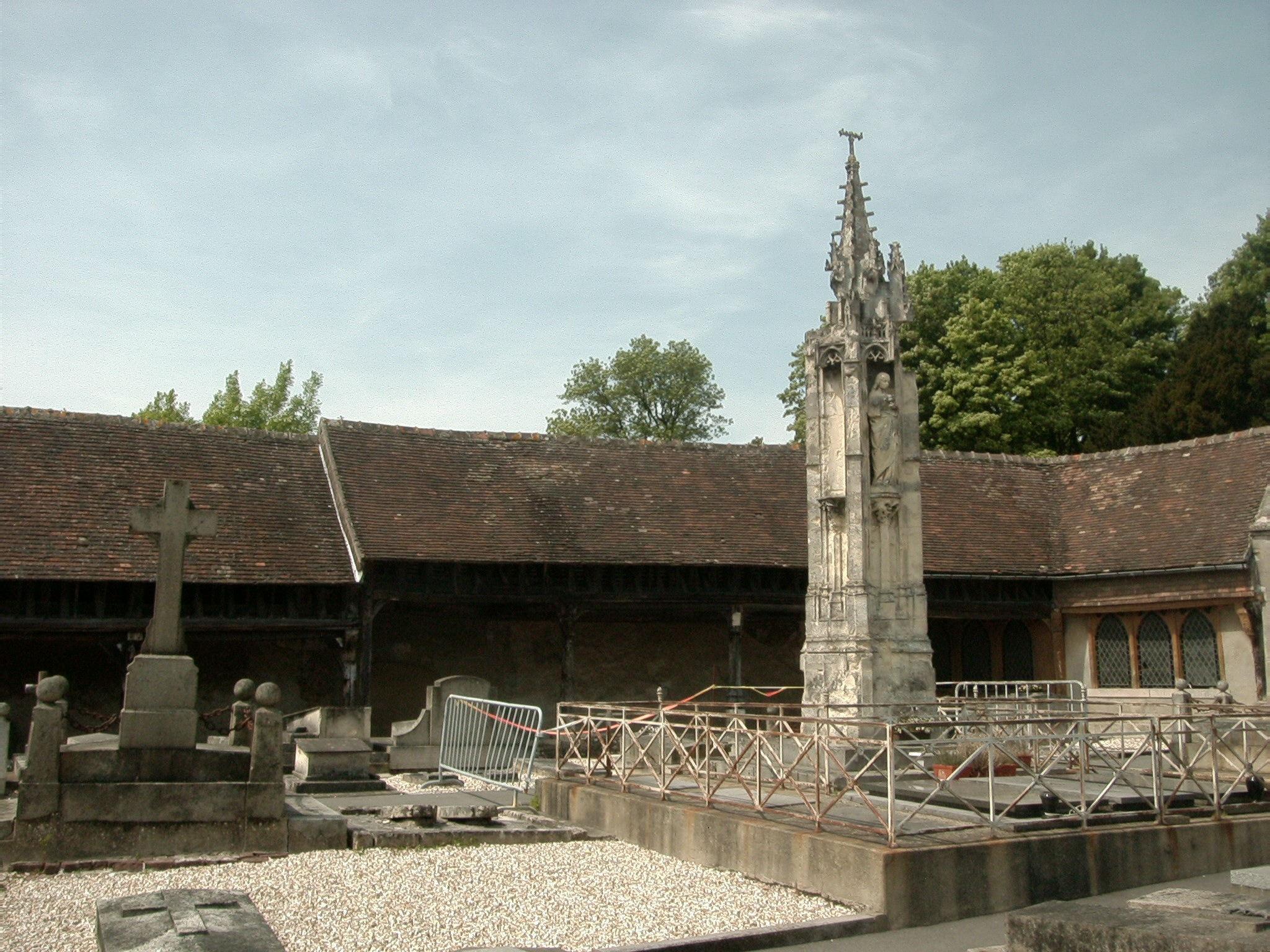
Spätgotisches Kreuz, Wandelgang und Kapelle

Im östlichen Teil des Friedhofs Brisgaret befindet sich ein spätgotisches Kreuz aus dem 16. Jahrhundert, das 6,50 Meter hoch und einen Meter breit ist. Es wurde in seiner Geschichte zwei Mal beschädigt; erstmals im Jahre 1562 und nachfolgend während der Französischen Revolution. Im 19. Jahrhundert wurde es restauriert. Die Nischen des Kreuzes wurden ursprünglich mit Statuen der Jungfrau Maria, der hl. Anna, des hl. Josef und des Johannes des Täufers geschmückt; die Statuen sind heute nicht mehr vollständig vorhanden.